# 高尾山口駅
高尾山口駅（たかおさんぐちえき）は、東京都八王子市高尾町にある、京王電鉄高尾線の駅で、同線の終着駅。京王西管区所属。駅番号はKO53。
高尾山へのアクセス駅でもあり、京王電鉄全駅で最も西に位置する。また、大手私鉄の駅で東京都域にある駅としても最も西に位置する。

## 歴史
- 1967年（昭和42年）10月1日 - 高尾線開通と同時に開業[2] 。
- 2007年（平成19年）3月18日 - ICカード「PASMO」の利用が可能となる[3]。
- 2015年（平成27年）4月24日 - 駅舎の改築工事完了、新駅舎が完成[2]。
- 2016年（平成28年）9月29日 - グッドデザイン賞を受賞[4][5]。
- 2022年（令和04年）3月12日 - ダイヤ改正により準特急が特急に統合された形で廃止され、通年運行化したMt.TAKAO号の発着駅となる[6][7]。

### 駅名の由来
高尾線の終着駅であることと、「高尾山」の登山口であることから、「高尾山口」と名づけられた。

## 駅構造
島式ホーム1面2線を有する高架駅。地形上、下り先端部は高尾山ケーブルカーの清滝駅とリフトの山麓駅へ至る上り勾配の道路に近くなっている。改札口は高架下の1階。ホームと連絡するエレベーターが設置されている。
2028年度にホームドアの設置が予定されている。

### のりば
| 番線 | 路線   | 行先                                      |
| ---- | ------ | ----------------------------------------- |
| 1・2 | 高尾線 | 北野・府中・明大前・新宿・ 都営新宿線方面 |

- 一部列車を除き、各駅停車は北野駅で京王八王子駅始発の特急・急行と、特急・急行は各停と相互接続する。
- 日中では特急と各停が1時間当たり3本ずつ計6本（概ね10分間隔）、交互に設定されている。

### 駅舎
2015年（平成27年）4月24日に完成した新駅舎は建築家の隈研吾によるデザインで、東京都指定天然記念物の「高尾山のスギ並木」に因んで杉材を使用し改築。新駅舎ではトイレの規模を拡大したほか、駅前広場を従来の約2倍となる約2,100 m2に拡張している。

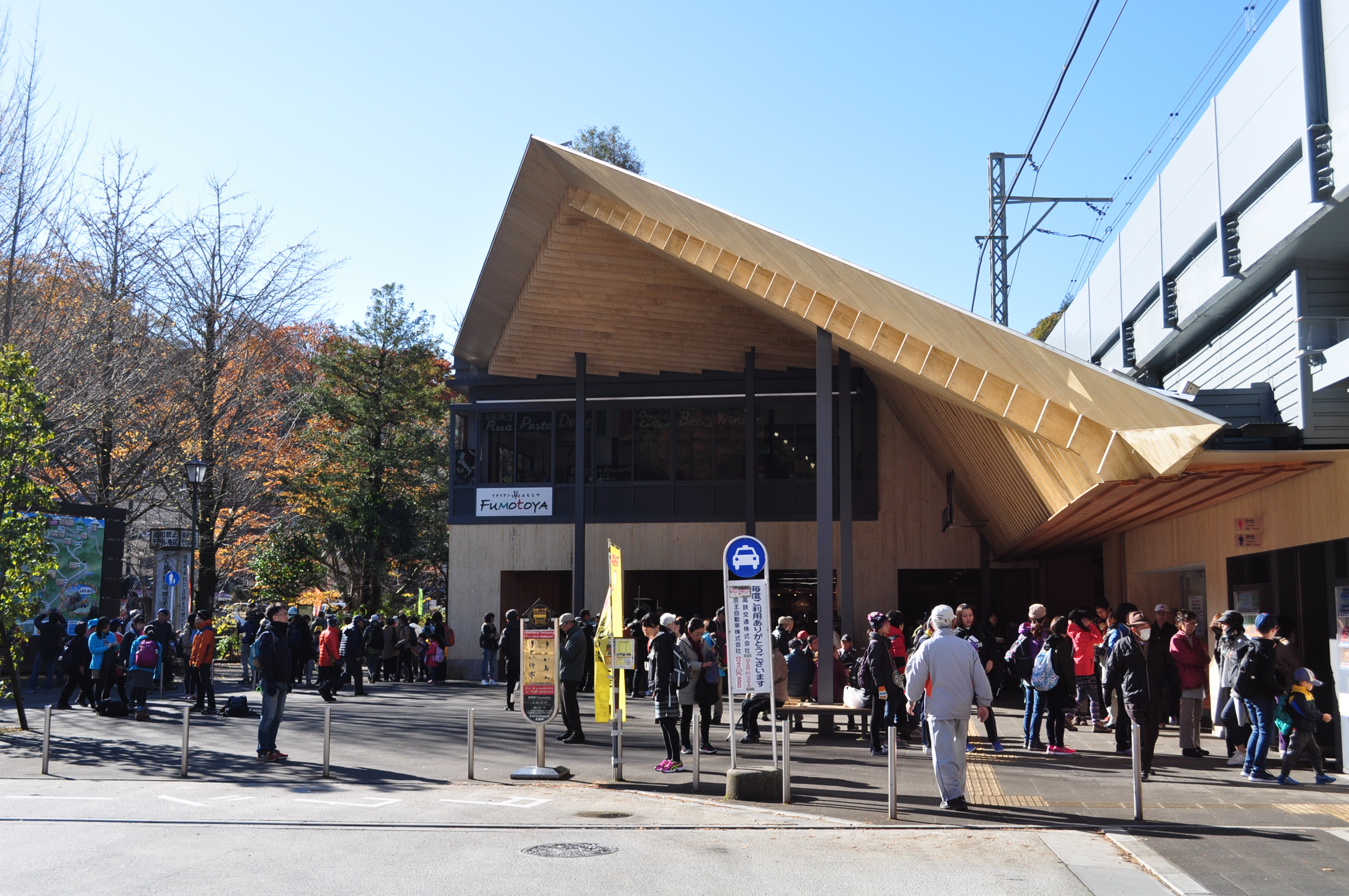
北側から見た駅舎（2017年11月24日撮影）
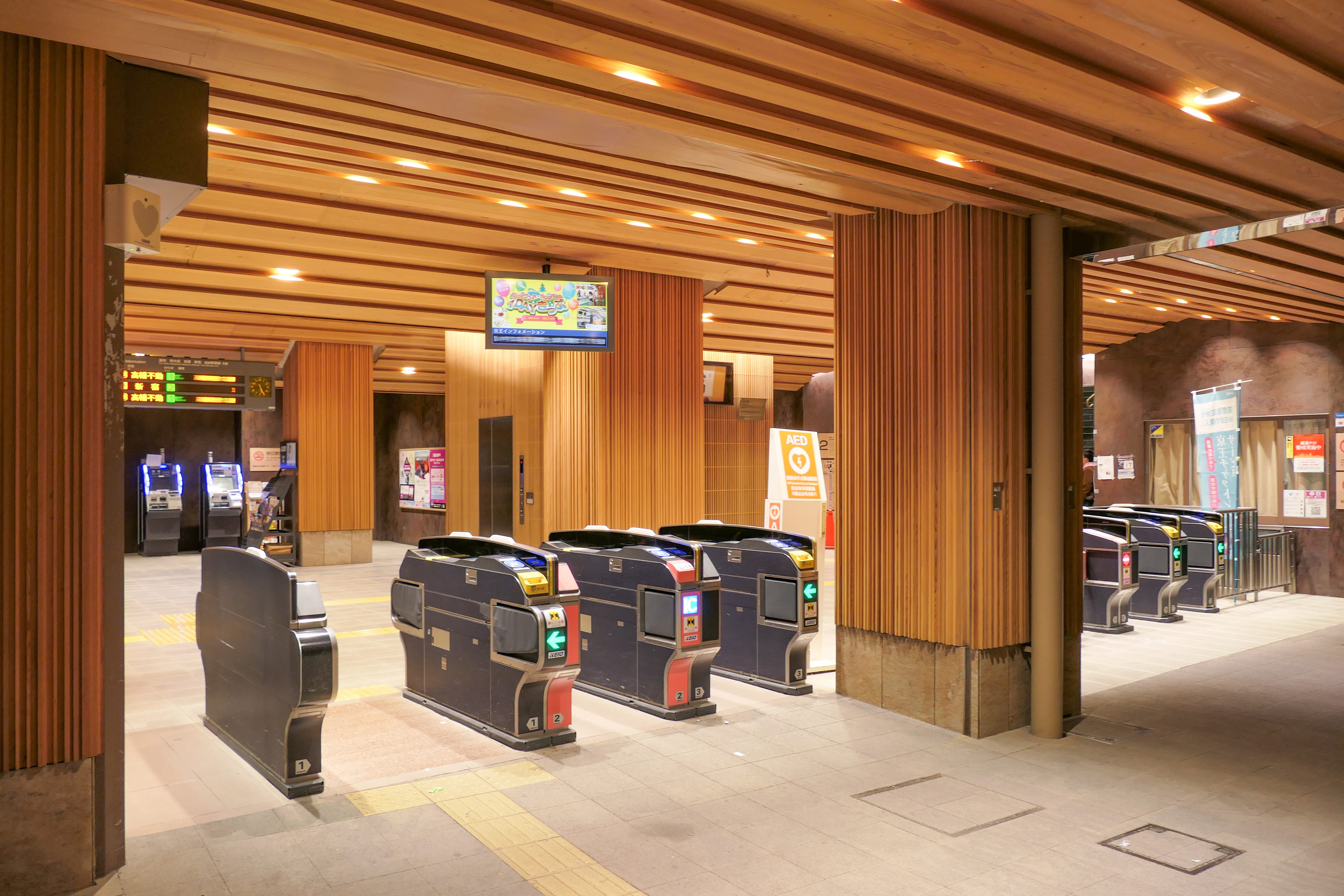
改札口（2021年11月15日撮影）
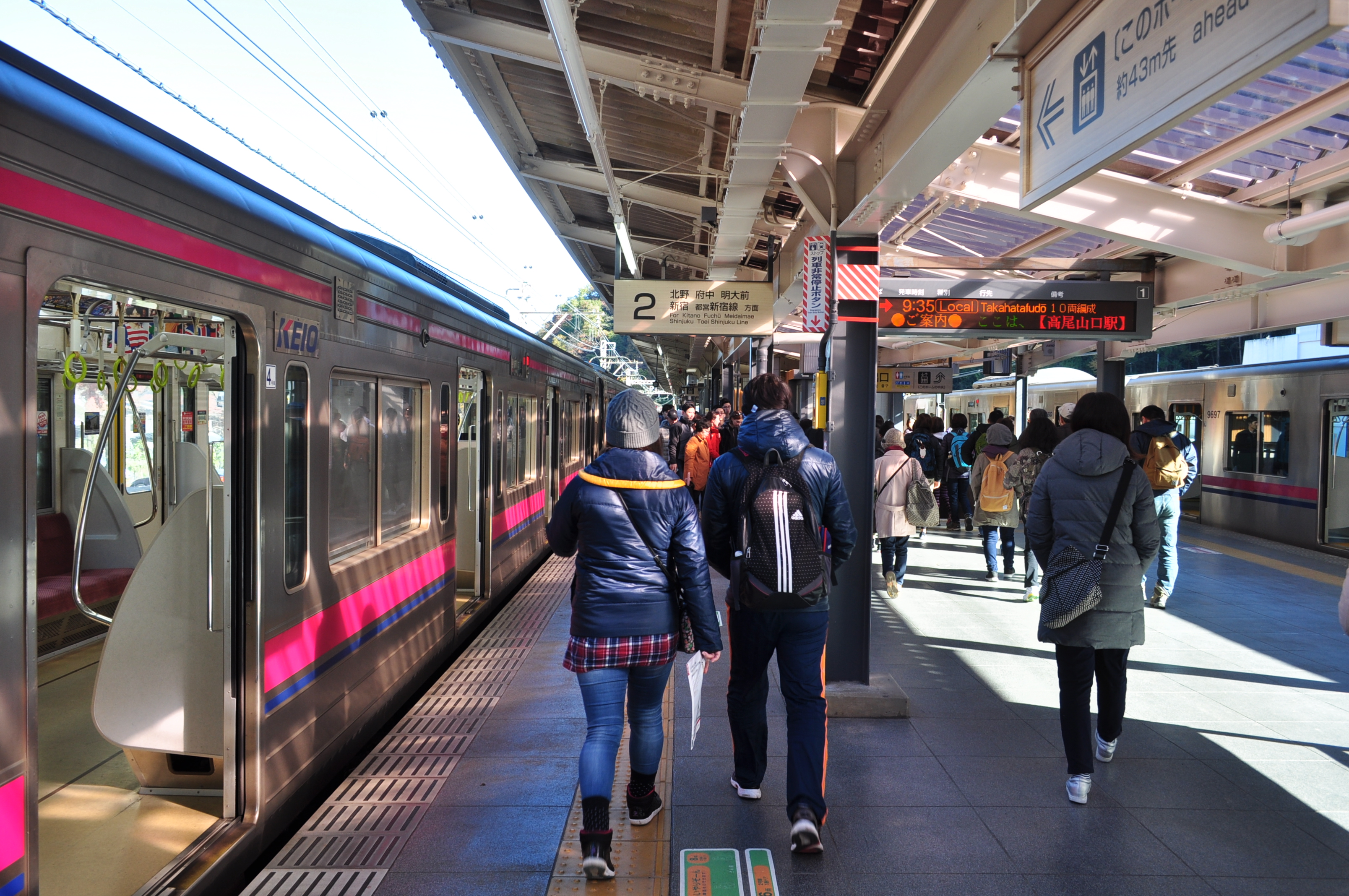
ホーム（2017年11月24日撮影）
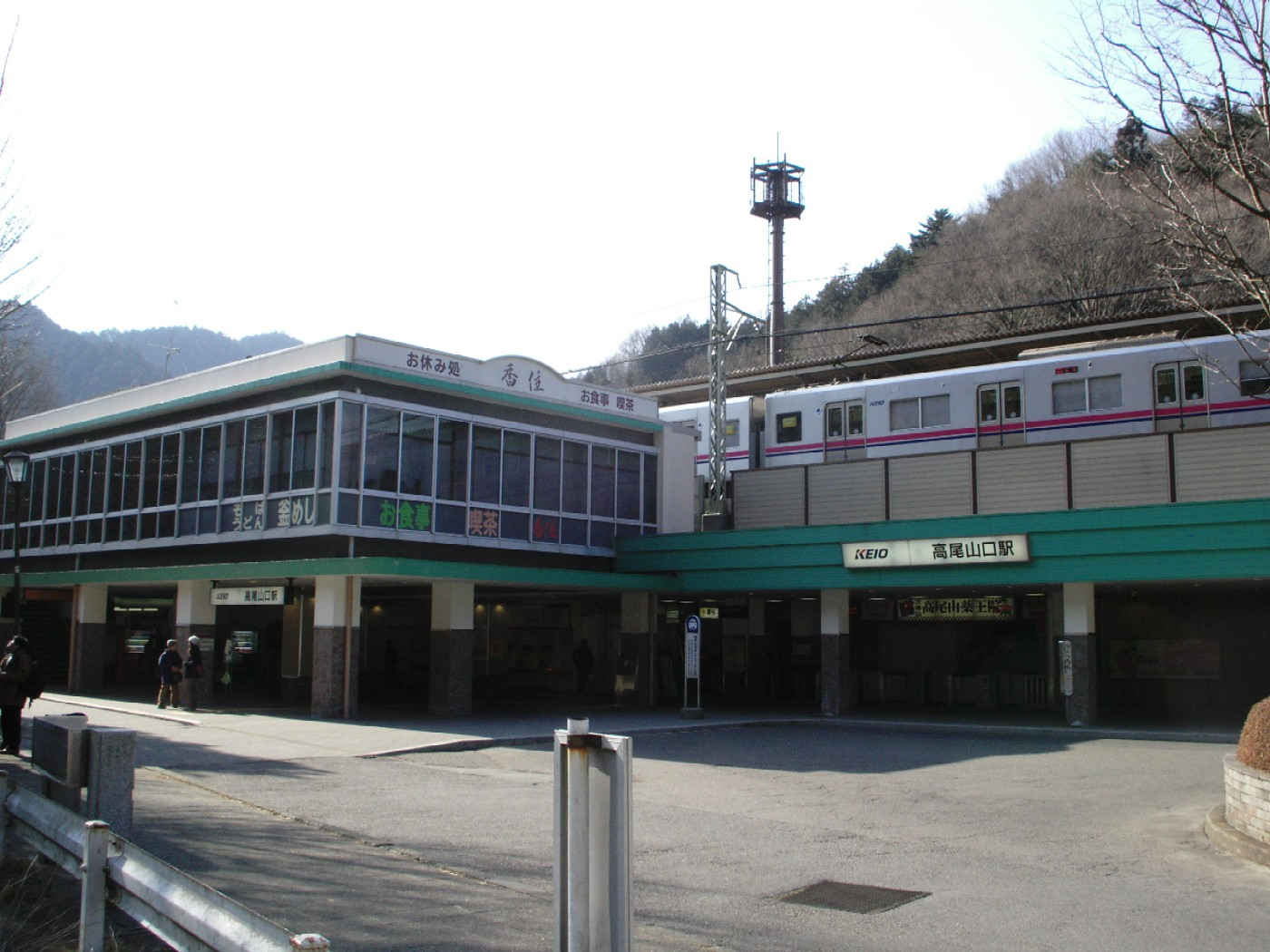
旧駅舎（2007年2月6日撮影）

### 駅周辺の設備
トイレは1階改札口内にあり、ユニバーサルデザインの一環として「だれでもトイレ」も設置されている。駅前の高尾山麓駐車場にもトイレがある。
コインロッカーは、改札を出て右手の駐車場を通らずに京王高尾山温泉へと通じる通路、左手の駐車場を通り京王高尾山温泉へと通じる通路の2カ所にある。なお、高尾山ケーブルカーの清滝駅にもある。
改札を出て右手のセブン-イレブンでは、飲食物の他、モンベルの衣料品・登山用品などが販売されている。
2015年4月29日、駅舎内に観光案内所（愛称「むささびハウス」）が開設され、同日から英語の話せる職員が常駐することで、増加する外国人観光客に対応することとなった。
同年10月27日、駅改札に隣接して「京王高尾山温泉 / 極楽湯」が開業した。駅の裏手の西側に位置する。
2021年7月17日には、駅前にホテル「タカオネ」が開業。

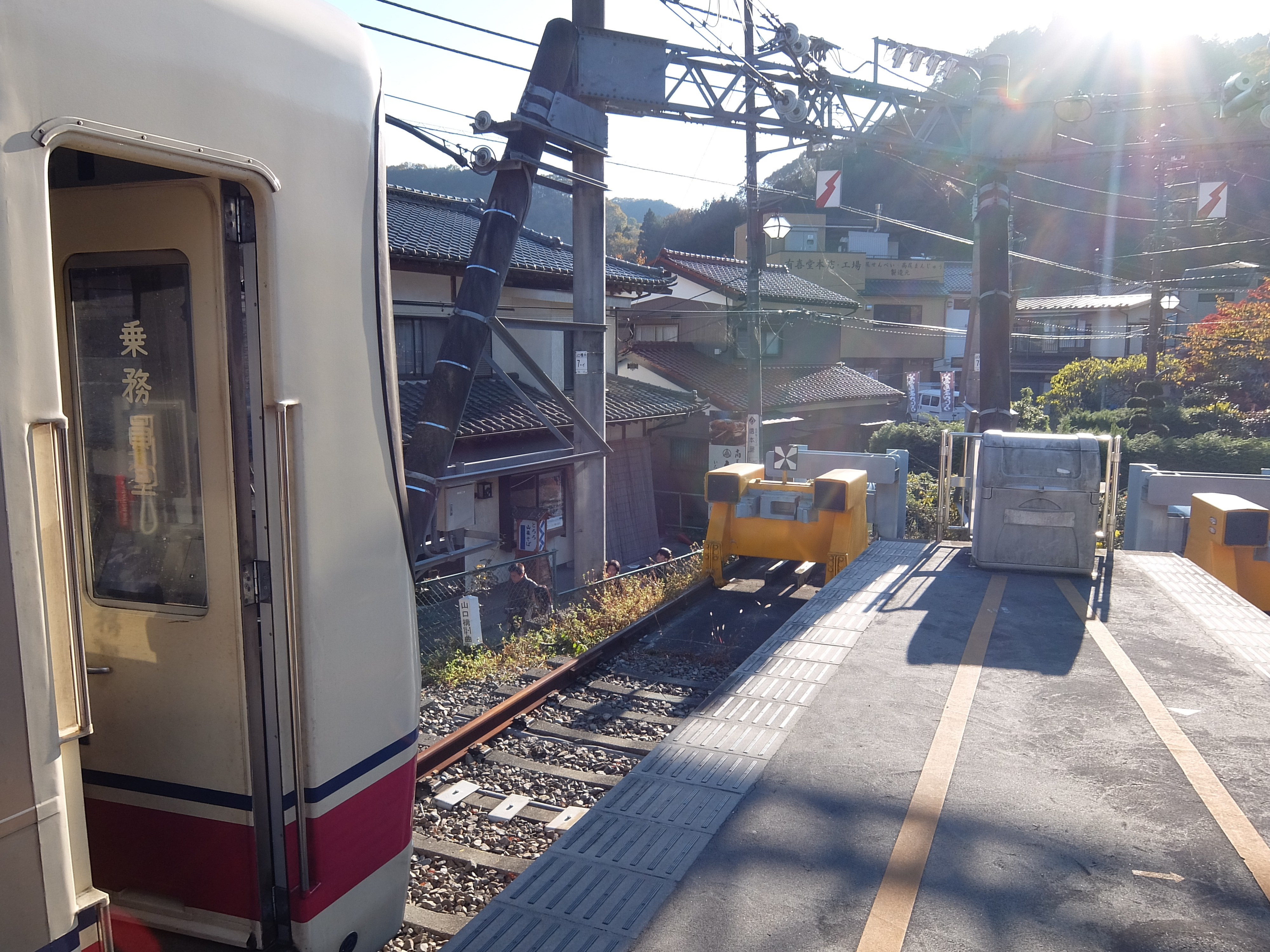
線路終端と車止め（2014年11月）
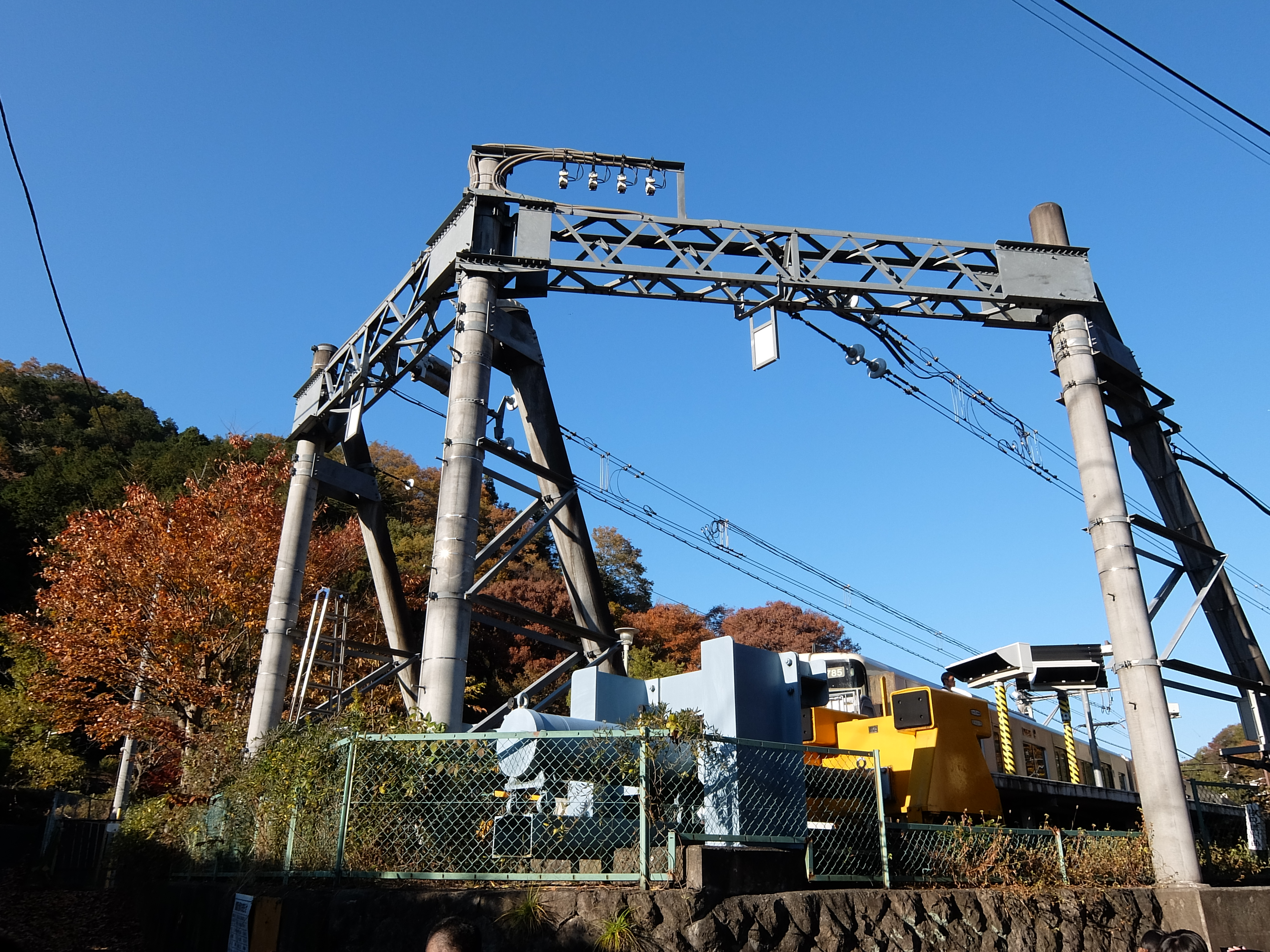
外から見た様子（2014年11月）
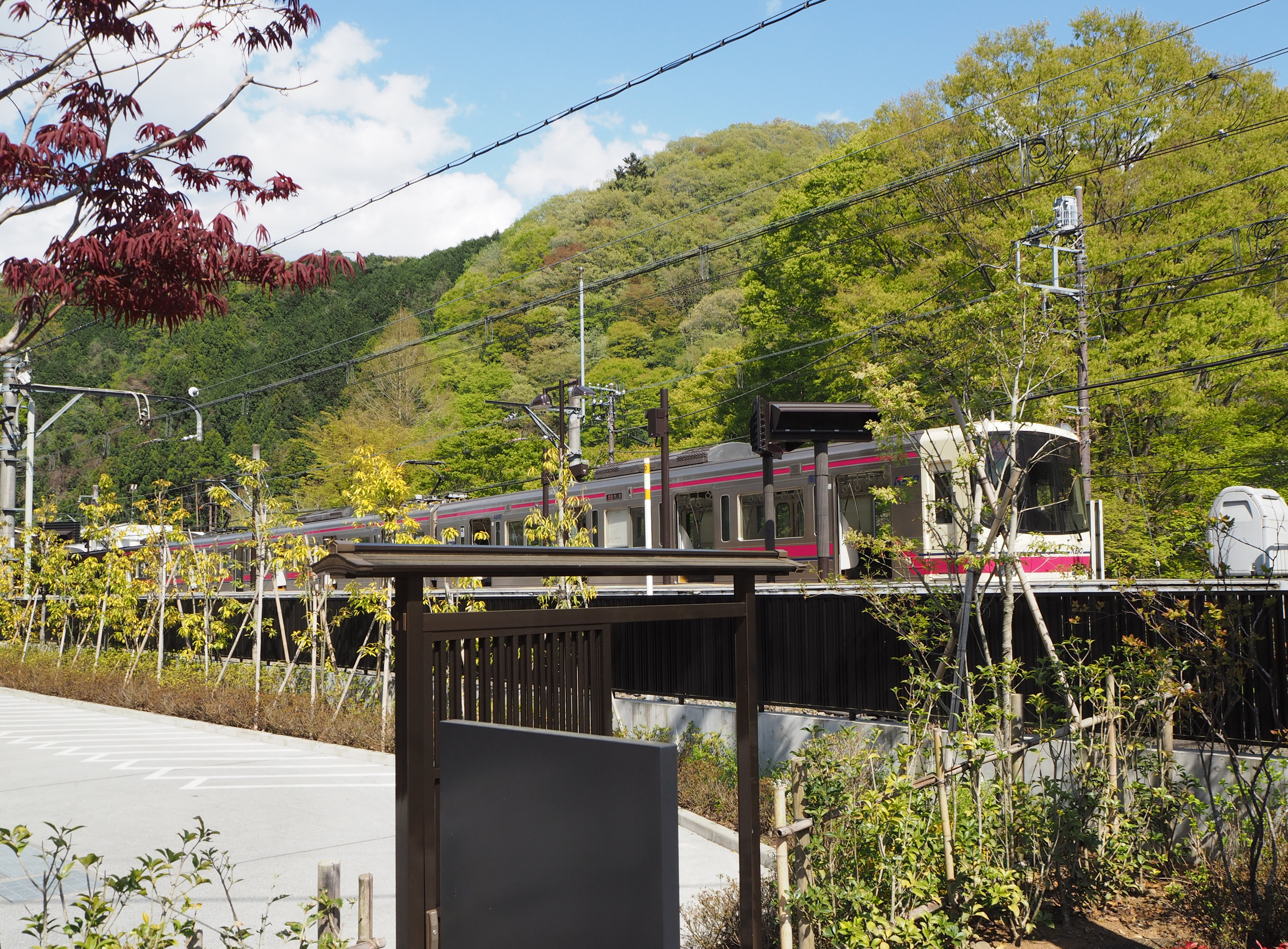
高尾線の終端から（2018年4月）
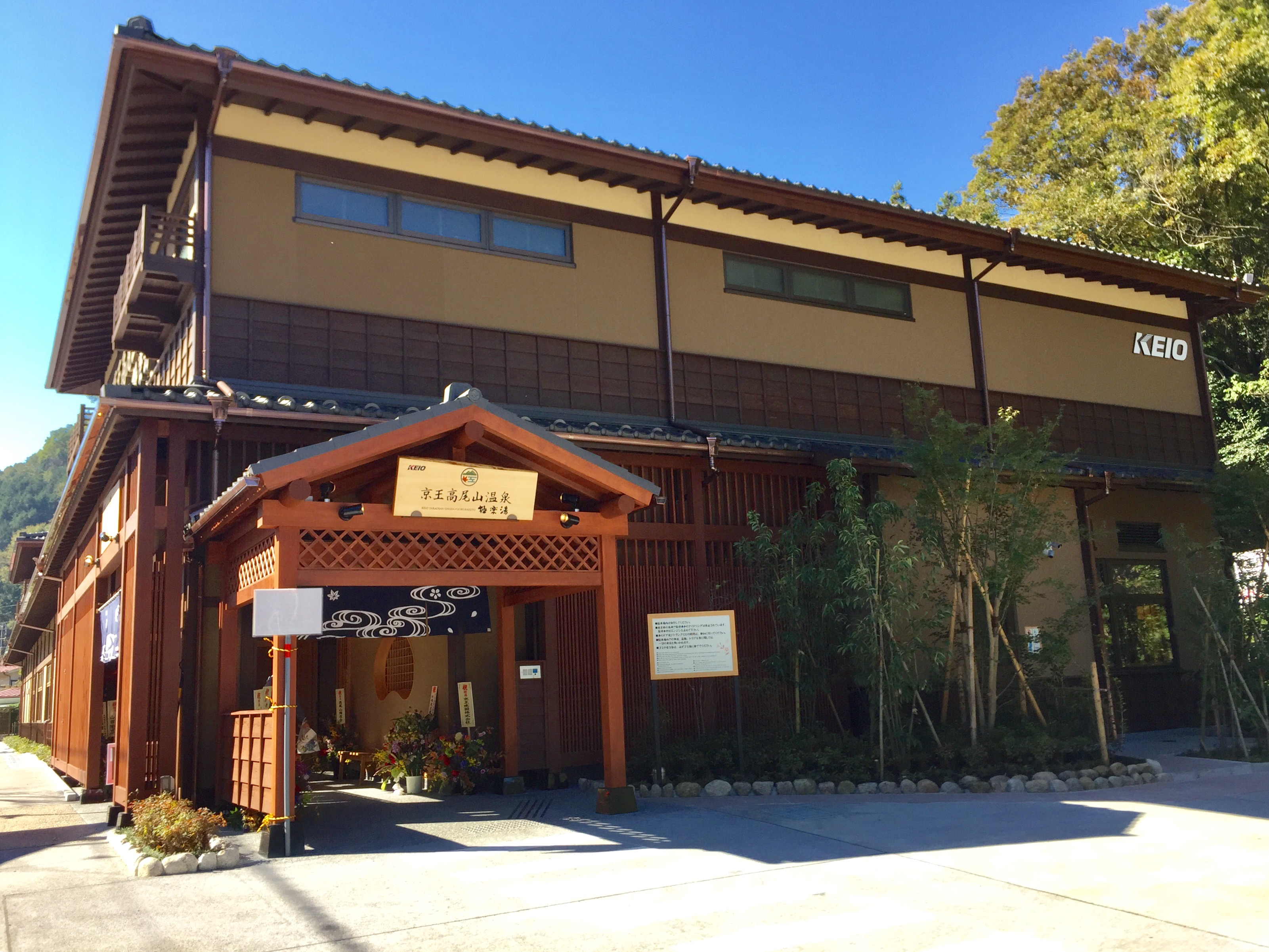
「京王高尾山温泉 / 極楽湯」建物（2015年10月）
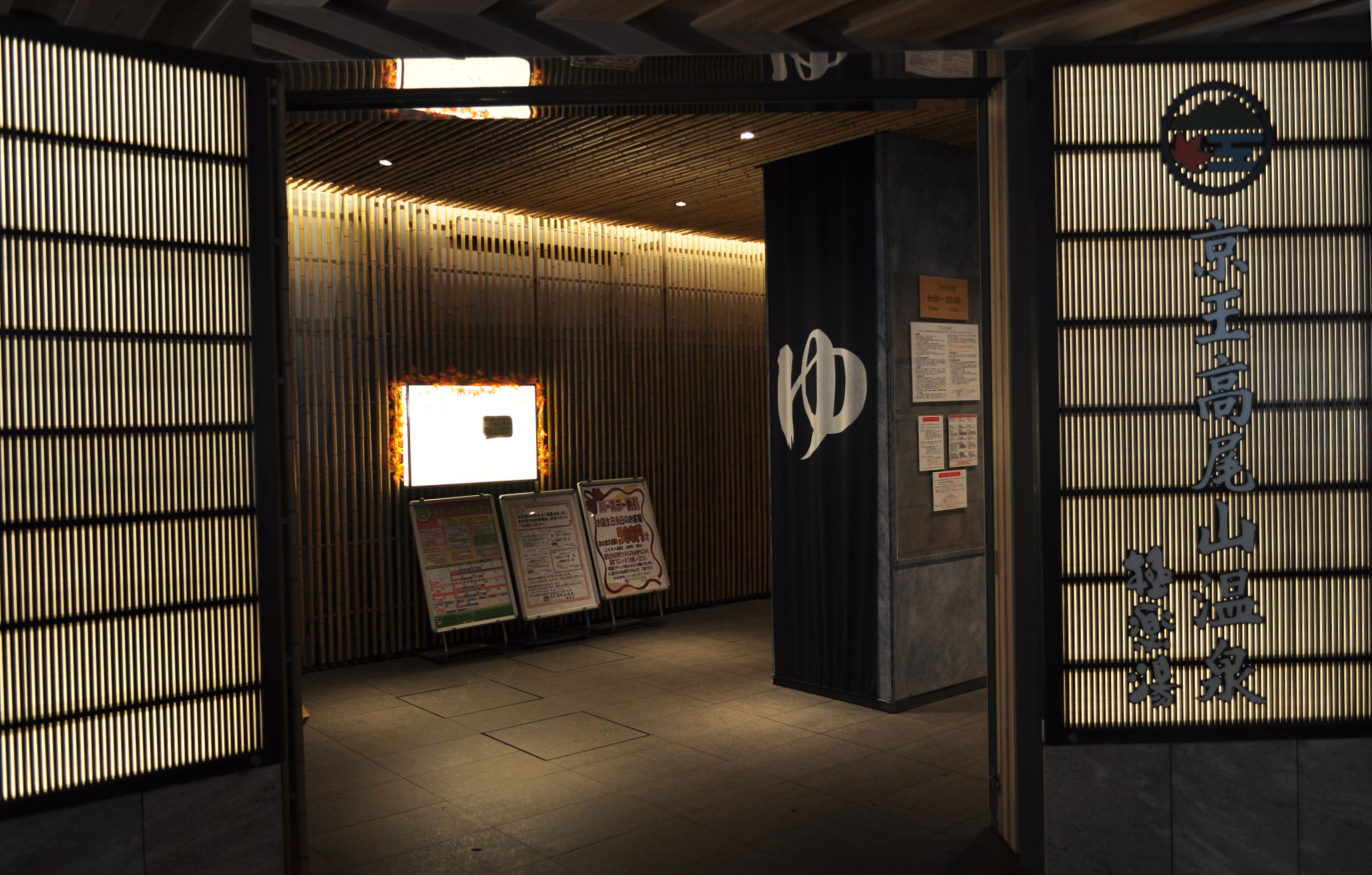
「京王高尾山温泉 / 極楽湯」入口（2017年11月）

## 利用状況
2024年度の1日平均乗降人員は10,690人である。高尾山は年間約300万人という世界一の登山客があり、2007年（平成19年）にミシュランガイドで高尾山が最高ランクの「三つ星」の観光地に選出されたことで外国人客も増加した。2020年のCOVID-19流行で利用者数が約半分まで落ち込んだが、2023年度の統計で2019年度分とほぼ同じ水準へ回復した。
近年の1日平均乗降人員及び乗車人員の推移は下表の通りである。
| 年度               | 1日平均 乗降人員 | 1日平均 乗車人員 | 出典     |
| ------------------ | ---------------- | ---------------- | -------- |
| 1967年（昭和42年） | 1,658            |                  |          |
| 1970年（昭和45年） | 3,951            |                  |          |
| 1975年（昭和50年） | 5,124            |                  |          |
| 1980年（昭和55年） | 6,948            |                  |          |
| 1985年（昭和60年） | 7,738            |                  |          |
| 1990年（平成02年） | 7,862            | 4,014            | [ * 1 ]  |
| 1991年（平成03年） |                  | 3,926            | [ * 2 ]  |
| 1992年（平成04年） |                  | 4,112            | [ * 3 ]  |
| 1993年（平成05年） |                  | 3,721            | [ * 4 ]  |
| 1994年（平成06年） |                  | 3,660            | [ * 5 ]  |
| 1995年（平成07年） | 6,904            | 3,582            | [ * 6 ]  |
| 1996年（平成08年） |                  | 3,666            | [ * 7 ]  |
| 1997年（平成09年） |                  | 3,408            | [ * 8 ]  |
| 1998年（平成10年） |                  | 3,389            | [ * 9 ]  |
| 1999年（平成11年） |                  | 3,426            | [ * 10 ] |
| 2000年（平成12年） | 7,100            | 3,332            | [ * 11 ] |
| 2001年（平成13年） | 7,576            | 3,668            | [ * 12 ] |
| 2002年（平成14年） |                  | 3,567            | [ * 13 ] |
| 2003年（平成15年） | 7,764            | 3,779            | [ * 14 ] |
| 2004年（平成16年） | 7,790            | 3,770            | [ * 15 ] |
| 2005年（平成17年） | 7,423            | 3,745            | [ * 16 ] |
| 2006年（平成18年） | 7,410            | 3,934            | [ * 17 ] |
| 2007年（平成19年） | 8,311            | 4,309            | [ * 18 ] |
| 2008年（平成20年） | 9,499            | 4,885            | [ * 19 ] |
| 2009年（平成21年） | 10,167           | 5,216            | [ * 20 ] |
| 2010年（平成22年） | 10,268           | 5,247            | [ * 21 ] |
| 2011年（平成23年） | 9,809            | 4,978            | [ * 22 ] |
| 2012年（平成24年） | 10,690           | 5,430            | [ * 23 ] |
| 2013年（平成25年） | 10,391           | 5,247            | [ * 24 ] |
| 2014年（平成26年） | 10,089           | 5,038            | [ * 25 ] |
| 2015年（平成27年） | 11,110           | 5,598            | [ * 26 ] |
| 2016年（平成28年） | 11,442           | 5,795            | [ * 27 ] |
| 2017年（平成29年） | 11,308           | 5,715            | [ * 28 ] |
| 2018年（平成30年） | 11,352           | 5,710            | [ * 29 ] |
| 2019年（令和元年） | 10,431           | 5,243            | [ * 30 ] |
| 2020年（令和02年） | 6,966            | 3,488            | [ * 31 ] |
| 2021年（令和03年） | 8,335            | 4,192            | [ * 32 ] |
| 2022年（令和04年） | 9,492            | 4,797            | [ * 33 ] |
| 2023年（令和05年） | 10,316           | 5,219            | [ * 34 ] |
| 2024年（令和06年） | 10,690           |                  |          |

## 駅周辺
- 国道20号（甲州街道）
- 東京都道189号高尾山線
- 氷川神社
- 高尾山麓駐車場（駅前の駐車場）
- 高尾山不動院
- 高尾登山電鉄ケーブルカー清滝駅
- 高尾登山電鉄エコーリフト山麓駅
- 高尾山トリックアート美術館
- ホテルバニラリゾート
- TAKAO 599 MUSEUM
- 京王高尾山温泉 / 極楽湯

この他、駅前には送迎バスが発着するためのバス停やタクシー乗り場も設置されている。

### バス路線

#### 現行路線
神奈川中央交通・京王バスによって運行されている。
- 八07・湖29 相模湖駅行（神奈中）
- 八07 八王子駅北口行（神奈中）
- 山01 京王八王子駅行（京王）

#### 廃止路線
- 八06 京王八王子駅行（京王）
- 山31 相模湖駅行（京王、1991年4月廃止）
- 高08 大平行（京王、2006年4月4日廃止）[24]
- 高08 高尾駅南口行（京王、2006年4月4日廃止）[24]
- 高02 高尾駅南口行（京王、2016年4月1日廃止）
- 山02 高尾駅北口行（京王、2023年4月1日廃止）[25]

各路線の詳細は神奈川中央交通津久井営業所、京王バス高尾営業所、京王電鉄バス八王子営業所を参照

## その他
京王線系に現存していた当時の初代5000系やグリーン車の先頭車前面行先表示器の当駅の表示コマには、高尾山に因んで当時それをイメージした、緑色の山と鳥が一緒になったイラストマークが、バックにデザインされていた。
2015年に隈研吾によってデザイン、リニューアルされ、グッドデザイン賞も受賞した木を基調とした駅舎だったが、僅か9年で駅舎には大量のカビが発生していることが確認されており、2020年代において、隈建築に頻発している急速な設備劣化問題の一つとされている。

## 隣の駅
京王電鉄
 高尾線
- □「京王ライナー」、□「Mt.TAKAO号」発着駅

■特急・■急行・■区間急行・■快速・■各駅停車
高尾駅 (KO52) - 高尾山口駅 (KO53)
特急は北野までの高尾線内は各駅に停車。区間急行は平日上り朝1本のみ運転。急行は平日上り朝2本のみ運転。快速は下り到着列車1本のみ。